# Nothing Stays Gold
Nothing Stays Gold – amerykańska grupa muzyczna wykonująca melodic death metal. Zespół pochodził z Providence (Rhode Island), istniał w latach 1998–1999.

## Historia
Zespół powołali do życia w 1998 roku dwaj byli członkowie grupy Corrin. Jesse Leach był w nim wokalistą, zaś gitarzystą był Joe Cantrell. Grupa wydała wydawnictwo EP, następnie zaprzestała działalności po tym, jak Leach stał się członkiem Killswitch Engage.

## Skład
- Jesse Leach – śpiew
- Joe Cantrell – gitara, śpiew